# Drassinella schulzefenai
Drassinella schulzefenai is een spinnensoort uit de familie van de bodemzakspinnen (Liocranidae).
De wetenschappelijke naam van de soort werd in 1936 gepubliceerd door Ralph Vary Chamberlin & Wilton Ivie.